# Стави Рівненської області
Стави Рівненської області — стави, які розташовані на території Рівненської області (в адміністративних районах і басейнах річок).
На території Рівненської області налічується 1549 ставків, загальною площею 8525 га, об'ємом 91 млн м³.

## Загальна характеристика
Територія Рівненської області становить 20,05 тис. км² (3,3% площі України).
Рівненська область повністю розташована в межах басейну Дніпра, зокрема його правої притоки р. Прип'ять.
Гідрографічна мережа Рівненської області включає фрагмент великої річки Прип'ять, яка протікає на незначному відрізку (довжиною 20 км) на північно-західний окраїні області, а також її праві притоки — середні річки Стир з Іквою, Горинь зі Случчю, Ствига і Льва.
Найбільше ставків у Дубенському (287 шт.), Рівненському (184 шт.) та Дубенському (161 шт.) районах.
Значна кількість ставків знаходиться в незадовільному стані і потребують розчистки та ремонту гідроспоруд.
У Рівненській області 67% ставків використовуються на умовах оренди.

## Наявність ставків у межах адміністративно-територіальних районів та міст обласного підпорядкування Рівненської області[1]
| Район, місто    | Кількість ставків, шт. | Площа ставків, га | Об'єм ставків, млн м³ | В оренді, шт. | В оренді, га |
| --------------- | ---------------------- | ----------------- | --------------------- | ------------- | ------------ |
| Березнівський   | 119                    | 704               | 7,0                   | 56            | 346          |
| Володимирецький | 47                     | 335               | 4,4                   | 8             | 44           |
| Гощанський      | 68                     | 476               | 5,8                   | 51            | 358          |
| Демидівський    | 38                     | 252               | 2,9                   | 29            | 225          |
| Дубенський      | 287                    | 990               | 9,3                   | 200           | 771          |
| Дубровицький    | 82                     | 429               | 1,3                   | 71            | 239          |
| Зарічненський   | 79                     | 902               | 11,0                  | 76            | 849          |
| Здолбунівський  | 100                    | 570               | 5,7                   | 78            | 333          |
| Корецький       | 41                     | 251               | 3,7                   | 32            | 285          |
| Костопільський  | 128                    | 574               | 7,3                   | 71            | 234          |
| Млинівський     | 105                    | 364               | 3,7                   | 68            | 327          |
| Острозький      | 58                     | 309               | 4,1                   | 33            | 236          |
| Радивилівський  | 161                    | 760               | 6,8                   | 92            | 270          |
| Рівненський     | 184                    | 690               | 9,6                   | 144           | 439          |
| Рокитнівський   | 25                     | 466               | 5,0                   | 12            | 336          |
| Сарненський     | 27                     | 453               | 3,4                   | 11            | 190          |
| Разом           | 1549                   | 8525              | 91,0                  | 1032          | 5482         |

## Наявність ставків у межах основнихрайонів річкових басейнівна території Рівненської області[1]
| Район річкового басейну | Кількість ставків, шт. | Площа ставків, га | Об'єм ставків, млн м³ | В оренді, шт. | В оренді, га |
| ----------------------- | ---------------------- | ----------------- | --------------------- | ------------- | ------------ |
| Дніпра, у тому числі    | 1549                   | 8525              | 91,0                  | 1032          | 5482         |
| р. Прип'ять             | 1549                   | 8525              | 91,0                  | 1032          | 5482         |
| Разом                   | 1549                   | 8525              | 91,0                  | 1032          | 5482         |

Всі ставки Рівненської області знаходяться в басейні Дніпра.